# 新准铁路
新准铁路位于内蒙古鄂尔多斯市。东起神华集团的大准铁路点岱沟站，向西经海勒斯壕南站与神华集团的包神铁路在巴图塔站接轨，再继续向西至新街站与包西铁路接轨。新准铁路正线长200公里，神华集团为开发新街煤田而建设运管的国铁I级复线电气化重载运煤铁路，年货运2亿吨。总投资161亿元。业主为神华新准铁路有限责任公司，2010年4月25日在东胜区挂牌成立，该公司由中国神华能源股份有限责任公司和鄂尔多斯市国有资产投资经营有限责任公司共同出资成立，注册资本10亿元。
新准铁路分为两段：包神铁路巴图塔站向东沿公涅尔盖沟，经准格尔召、四道柳、暖水、纳林、西五色浪沟、十里长川、黑岱沟，接入大准铁路点岱沟站，称为巴准线，正线长128.102公里，总投资概算为104.49亿元，于2010年12月25日开工，预计2013年6月建成并开通运营，设车站7座；自海勒斯壕南站向西跨越东乌兰木伦河、乌兰木伦河，经满架庙、活沙兔、根皮庙、赛乌聂盖、桃林东站，至新街矿区西侧设新街西站，称新街矿区铁路专用线，正线全长90.7km，投资概算74.55亿元，2012年7月开工，2015年7月完工。
从新街进一步向西南，计划建设梅林庙矿区铁路专用线，正线全长32公里，投资12.55亿元，预计2013年7月份开工，2015年7月份竣工。